# 雪佛蘭賽歐
雪佛蘭賽歐（英語：Chevrolet Sail）是中美合資汽車公司上汽通用於2000年起生產的一款緊湊型三廂轎車，亦是上汽通用的首款轎車，主要在中國大陸及拉丁美洲等發展中地區發售。

## 第一代

### 別克賽歐（2000-2005）

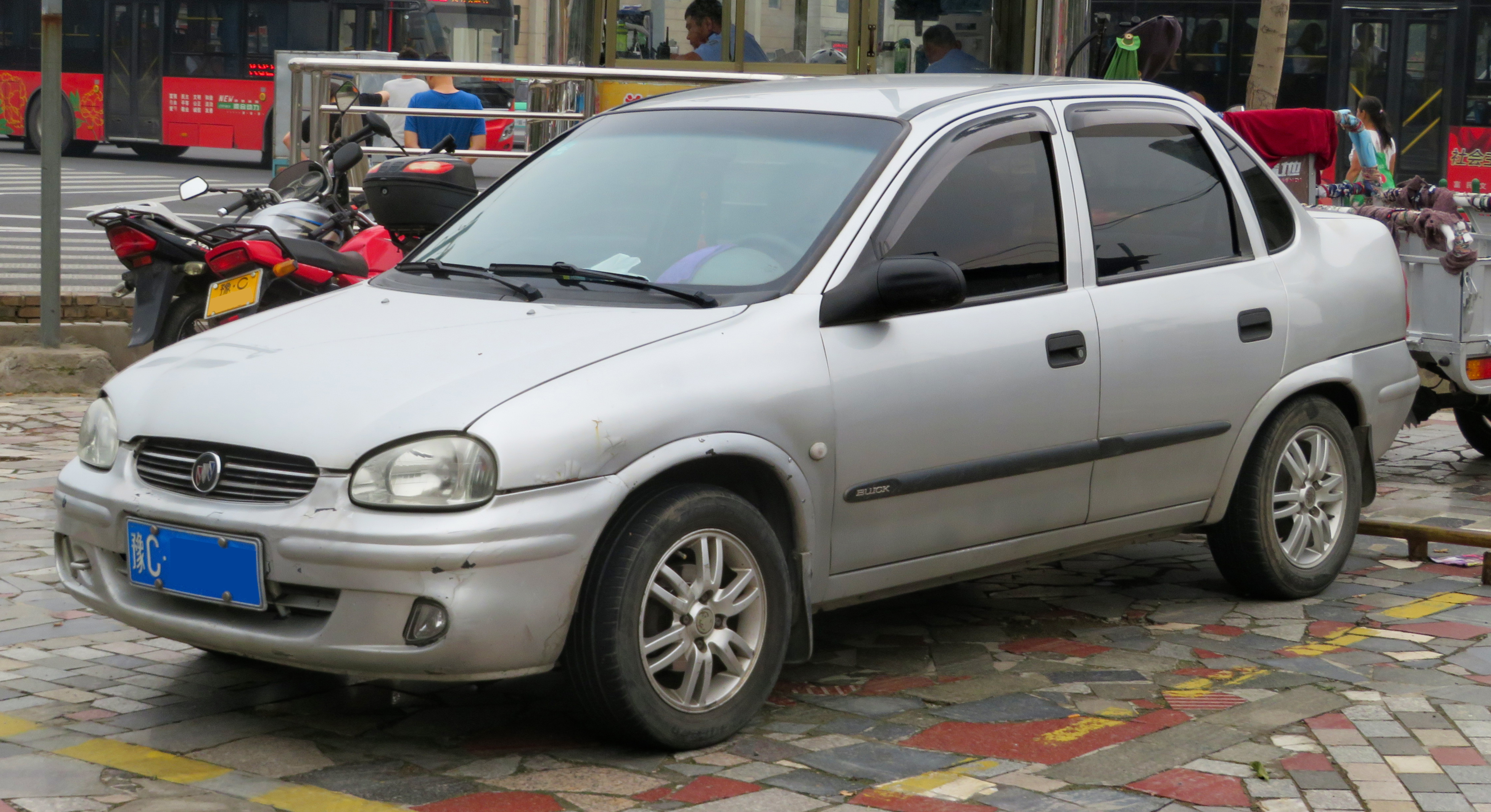
別克賽歐（前）

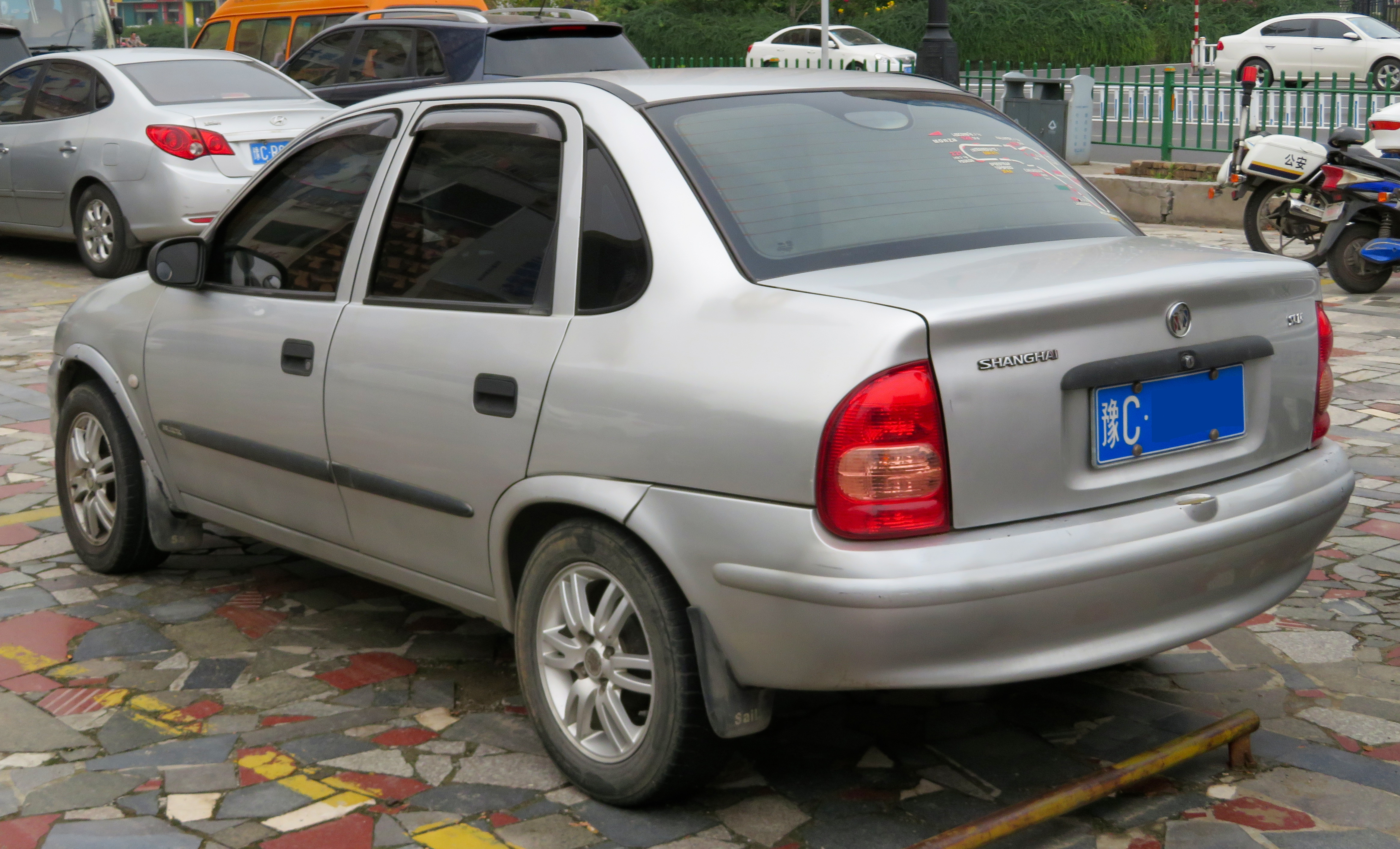
別克賽歐（後）

賽歐的原型車實際為歐洲的歐寶Corsa B三廂版，最早在中國市場是以別克品牌的名義生產的，於2000年10月24日初在第二屆上海國際工業博覽會上首次公開亮相，並於12月13日在上汽通用廠區下線，2001年6月8日在中國正式上市，售價僅為10萬-12.5萬元人民幣。該車除了是首款中國國產的別克車款之外，更是當時中國市場上最便宜的別克車款，還配備了ABS防抱死煞車、電動門窗、安全氣囊等電子配置，主要針對普通家庭用經濟型汽車市場，與夏利2000、大眾捷達、雪鐵龍富康等經濟型轎車競爭。

### 別克賽歐SR-V（2001-2005）

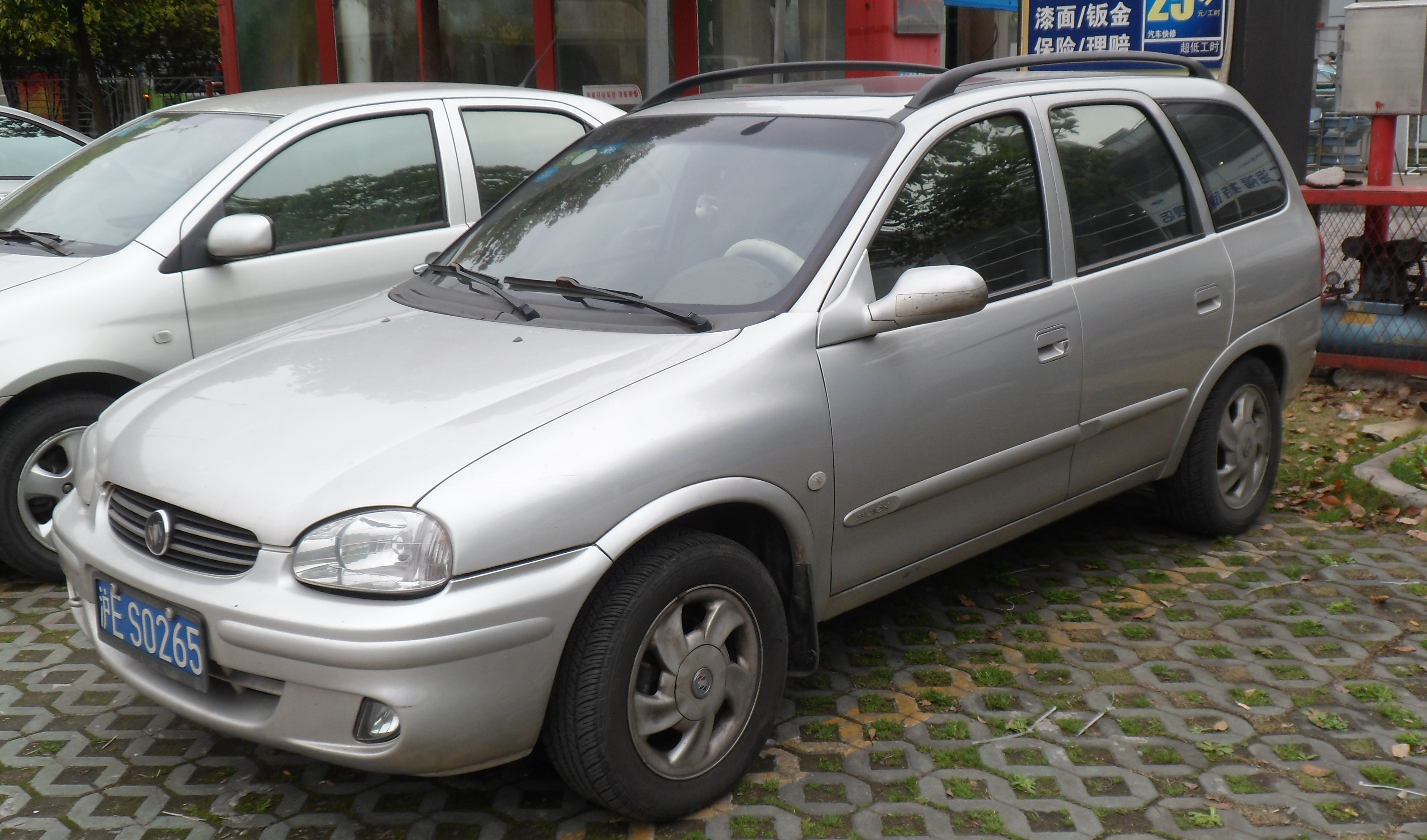
別克賽歐SR-V（前）

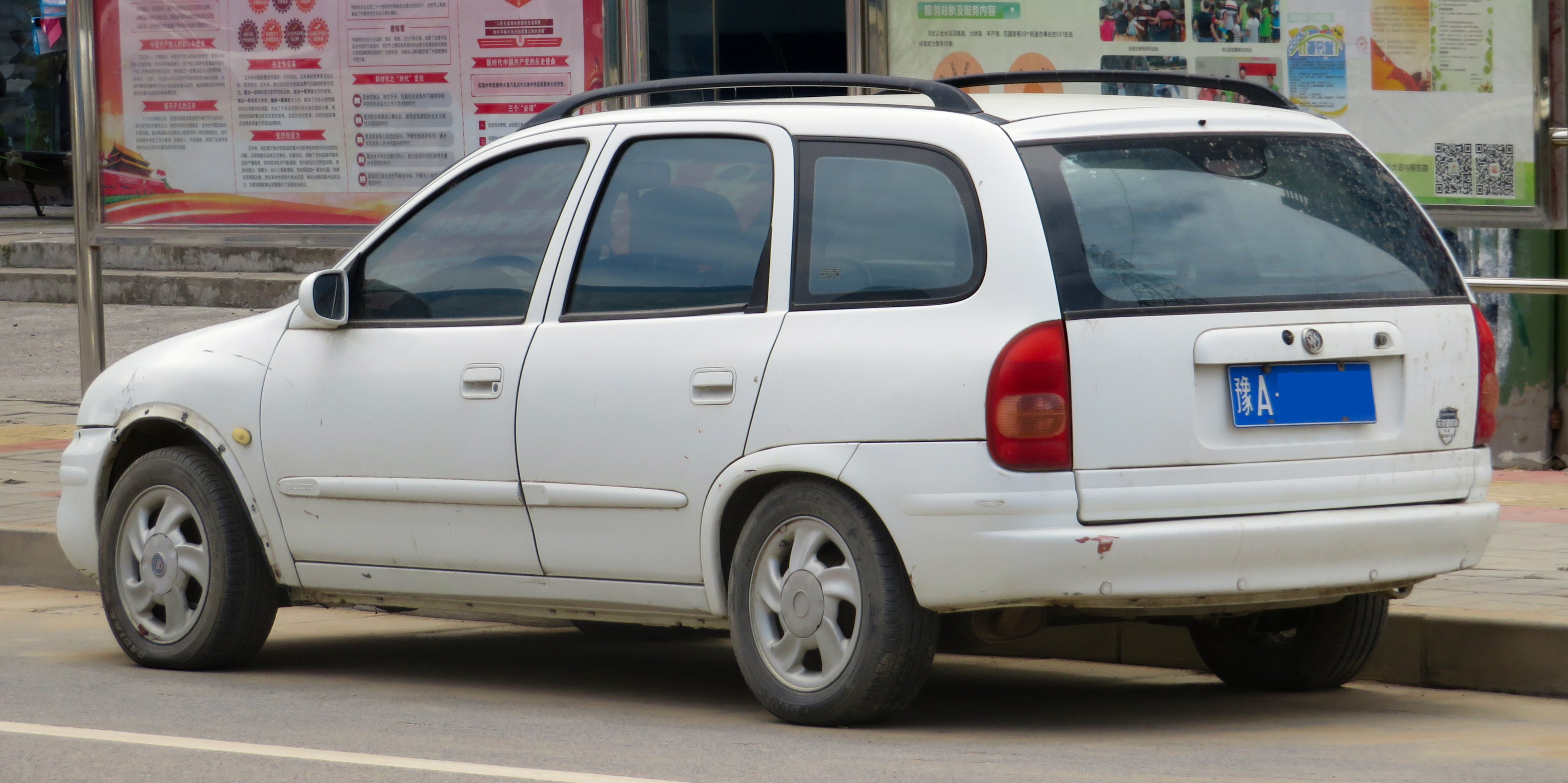
別克賽歐SR-V（後）

別克賽歐的旅行車版本「賽歐SR-V」於同年11月20日在中國上市，定位為「休閑車」，配備了五速SCX手動及四速SCXAT自動變速箱，排放亦達歐盟2型標準，車尾箱容量亦增加至1190升。

### 雪佛蘭賽歐（2005-2009）
2005年1月下旬，與別克同屬通用汽車子品牌的雪佛蘭經上海通用引入至中國，主打中低端的大眾化汽車市場，而別克的市場定位則維持於中高端，以「大氣沈穩，激情進取」作為青睞，賽歐正式成為雪佛蘭車型，不再屬於別克。成為首款中國國產的雪佛蘭車型，於同年3月在中國上市，定價為6.88萬-9.88萬元人民幣。動力方面則配搭了1.6升的汽油引擎，達到歐盟II型排放標準。時任上海通用總經理丁磊於同年2月21日宣布賽歐與同為雪佛蘭的景程（Eplica）將會在山東煙臺經濟技術開發區生產。

### 出口版本

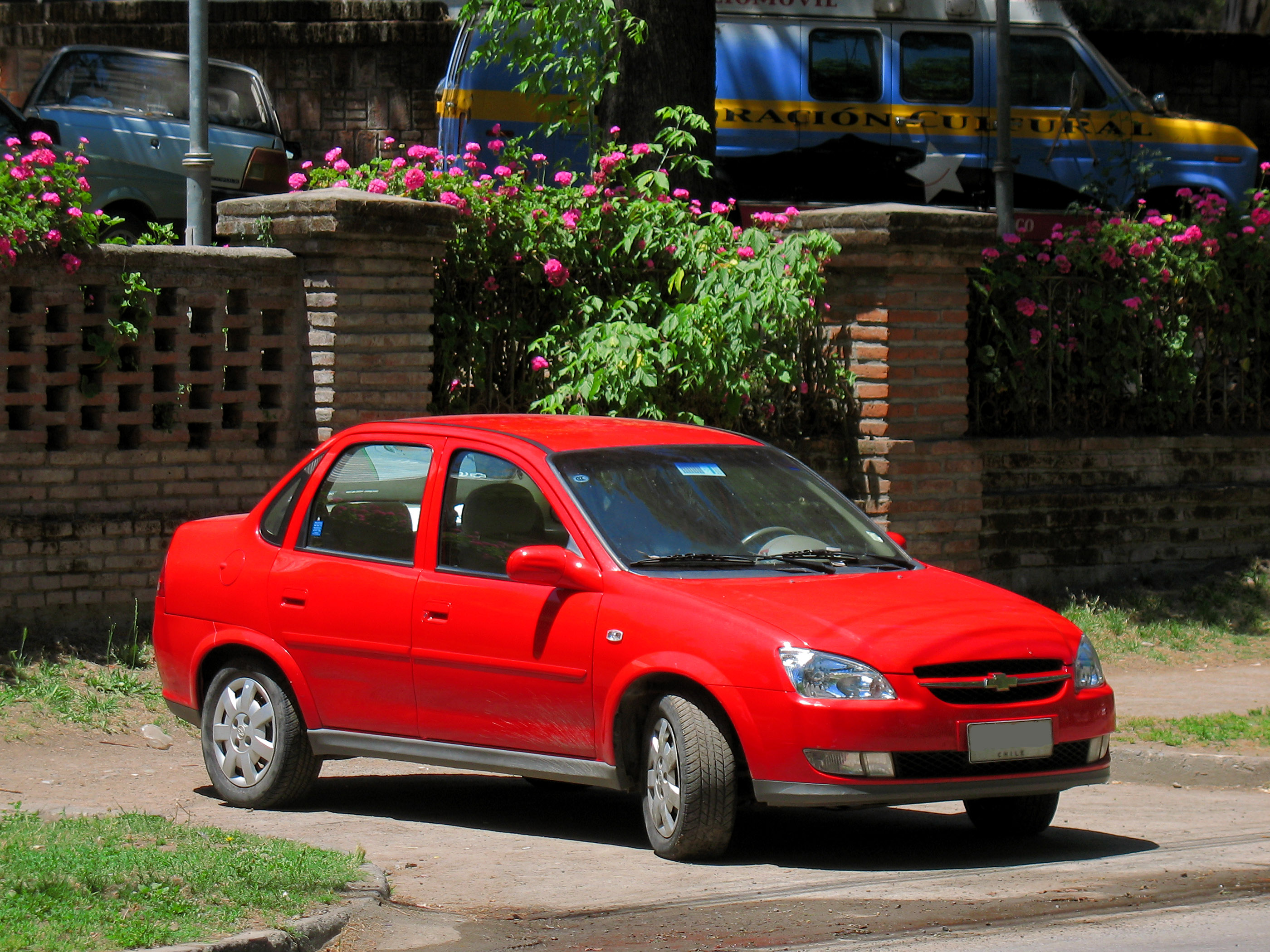
雪佛蘭科賽Plus（智利）

於2006年秋天，雪佛蘭賽歐經通用正式出口到南美洲市場，並改名為「雪佛蘭科賽Plus」（Chevrolet Corsa Plus），配備了前排雙氣囊、防抱死剎車、空調、電動窗戶及中控鎖作為標準配置。

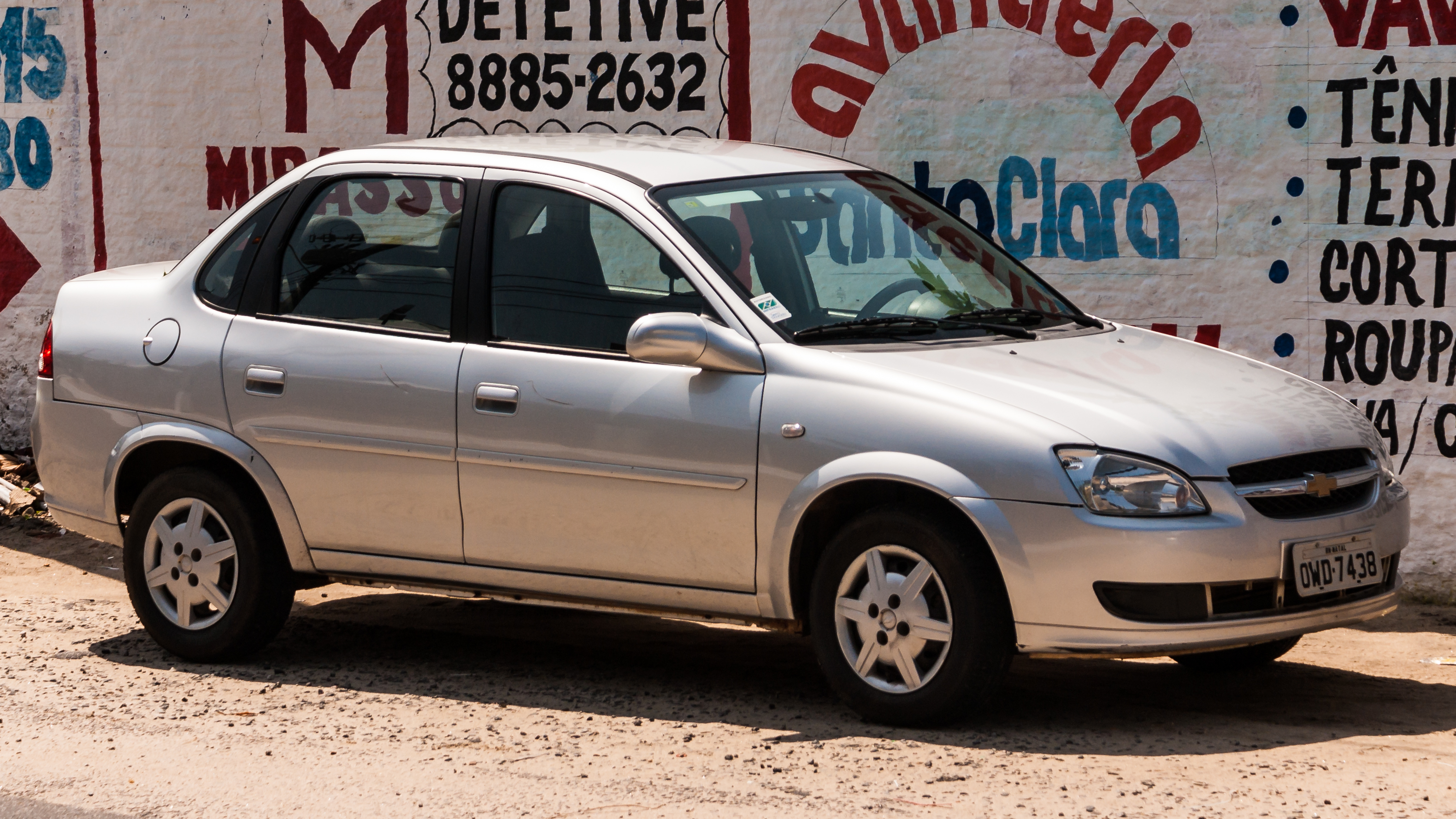
雪佛蘭經典（巴西）

2009年，上汽通用正式停產第一代雪佛蘭賽歐，但同時賽歐在南美市場卻成為新車款，並改名為「雪佛蘭經典」（Chevrolet Classic），繼承了與第一代賽歐一模一樣的設計，於2010年於阿根廷投產並在拉丁美洲上市，轎車版本最終在2016年10月停產。該車在南美各國亦有不同的版本及配置，例如阿根廷版本有1.4升的8V 69 kW（94 PS）引擎。巴西版本則有1.0升的Flexpower汽油引擎，能產生56.7 kW（77 PS）及57.4 kW（78 PS）的動力。

## 第二代
第二代雪佛蘭賽歐於2010年1月11日在四川成都新會展中心首次公開亮相。該車的外觀設計及動力總成由上汽通用旗下的泛亞汽車技術中心研發，市場定位於「全民理想家轎」，定價在5.88萬自6.88萬元人民幣之間。
該車在變速箱方面只配備了五速手動變速箱，更在中国新车评价规程的撞擊測試獲得了四星的評價。配置方面全配安全氣囊、中控鎖、USB插頭及動力轉向等現代化配置。
於2010年，上汽通用在北京國際汽車展覽會發表了賽歐的掀背版，長度為3947 mm，行李箱容量有1,215升，引擎和配置則和轎車版相同。同年10月21日，賽歐正式出口到智利和利比亞。

### 賽歐Springo EV
於2012年11月22日，上汽通用在廣州國際汽車展覽會上發布與泛亞汽車技術中心合作研發的純電動車「Springo EV」，以賽歐掀背版為原型，是中國首款合資品牌製造的新能源汽車，被認為是「Green Drive綠色科技展略」的重要一步，更在同年12月上旬上市，但最初只在上海小批量率先發售，售價更高達25.8萬元人民幣，是汽油版的四倍，但可得到國家地方雙重補貼的10萬元人民幣。動力方面，該車以永磁同步的發電機驅動，能夠輸出85kW的峰值功率，扭矩高達510牛頓米，百公里加速為10.4秒；最高時速為130km/h，續航里程超過130公里。由於該車為上汽通用自主研發，因此車標使用上汽通用特有的新能源專屬標誌，而不用雪佛蘭車標。

### 召回問題

#### 2014-15年
國家質檢總局消息表示由於賽歐的燃油泵支架供應商製造技術問題，使車輛在長期使用後，燃油泵支架有機會出現裂紋風險，有導致燃油洩漏的隱患。因此上海通用要自2013年12月30日起，需按照《缺陷汽車產品召回管理條例》的要求，向國家質檢總局備案召回計劃，並決定召回2009年4月9日至2011年10月8日期間生產的部分2010至2012年款的賽歐，並免費更換新燃油泵支架，共涉及243,297輛。

#### 2017年
2017年8月初，上汽通用表示由於賽歐的AMT半自動變速器線束問題，令到有部分車輛自動換擋時，電腦系統有機會出錯，導致車輛會亮起故障燈，限制車輛動力，甚至在極端情況下變速箱會進入空擋中斷動力，存在安全隱患。因此決定從同年12月15日起召回2009年9月26日至2013年3月20日期間生產的部分雪佛蘭賽歐EMT車款，並更換變速箱線束，共涉及75287輛。

## 第三代

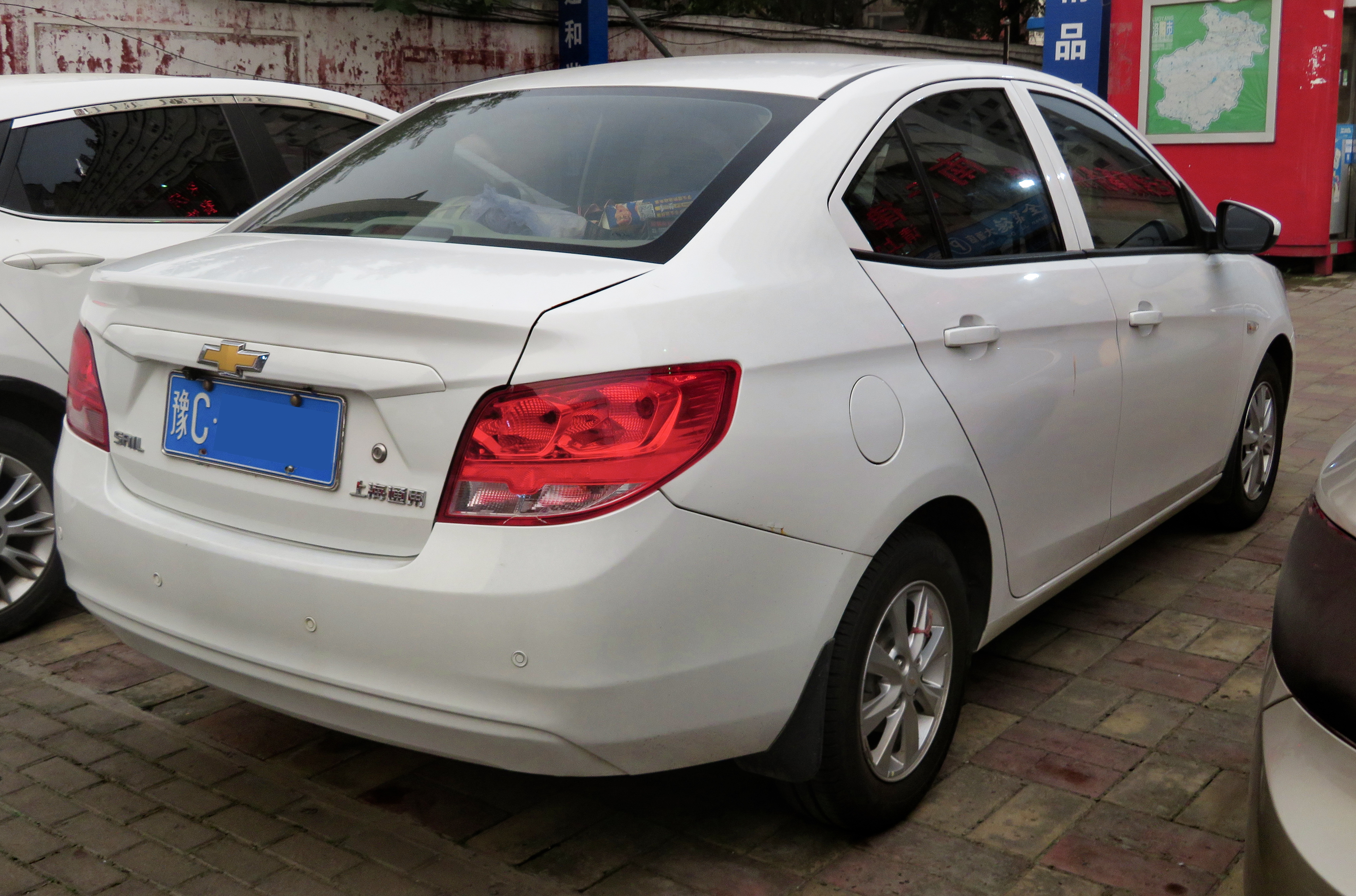
後視圖

第三代賽歐同樣由上汽通用與泛亞汽車技術中心共同研發，於2014年11月20日在廣州車展上公開亮相。該車採用了全新的動力總成系統，配搭了新的1.5升DVVT汽油引擎和1.3升的VVT汽油引擎、五速手動變速箱及能自動啟停的機械式自動變速箱，百公里油耗最低亦僅5.3L。由於其省油效果，第三代賽歐在上市前獲列入國家節能環保汽車推廣目錄，節能補貼最高達3000元人民幣。在外觀設計方面，第三代賽歐的車頭採用了全新家族式的上下進氣罩，配備貫穿式的「鷹眼」車頭大燈，增加了較為年輕及運動感的感觀；車尾燈則以雙「C」元素作為特點以易於辨識。第三代賽歐的車身長度比起上一代加長了51mm，寬了45mm，軸距加長了35mm，行李箱容量更達到366升。

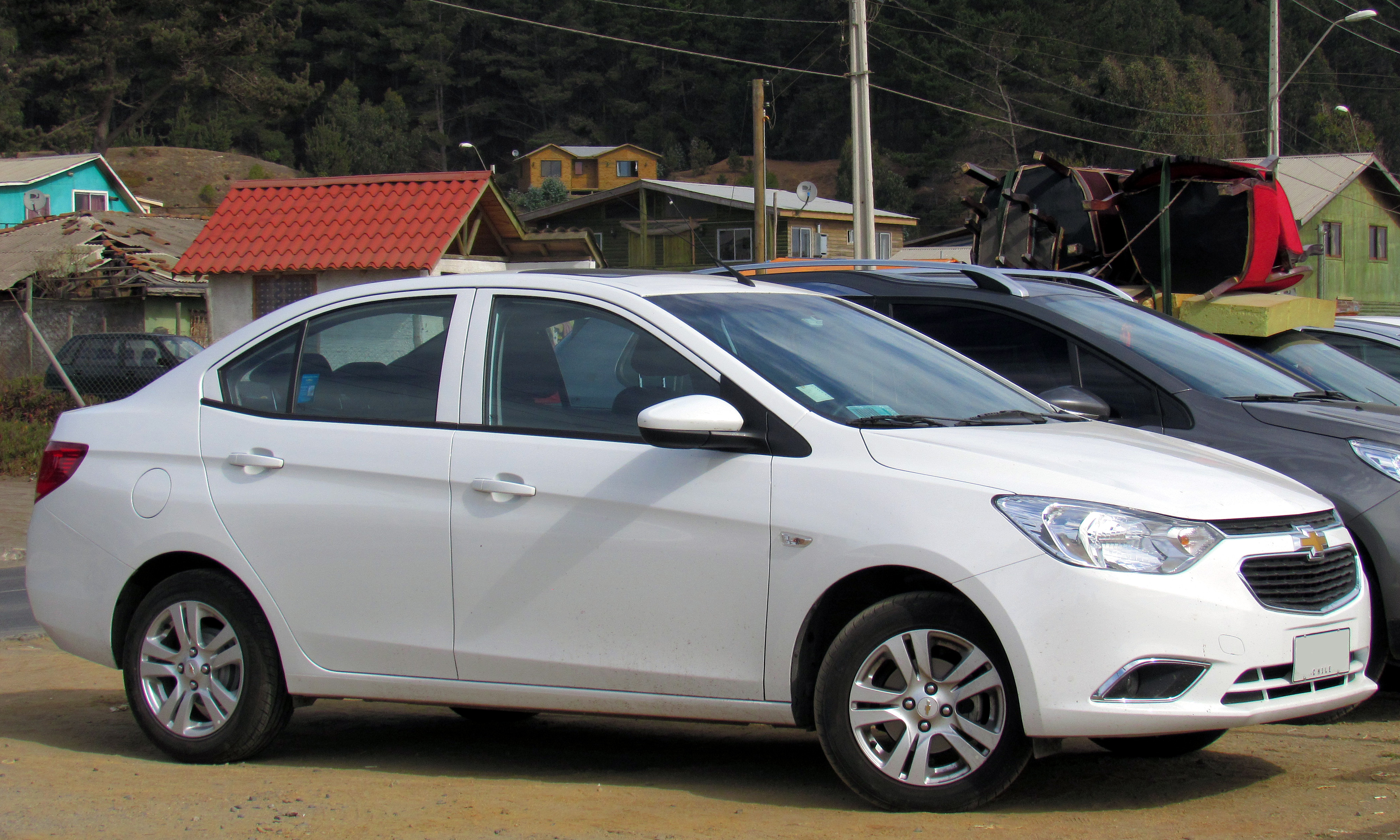
出口至智利的賽歐

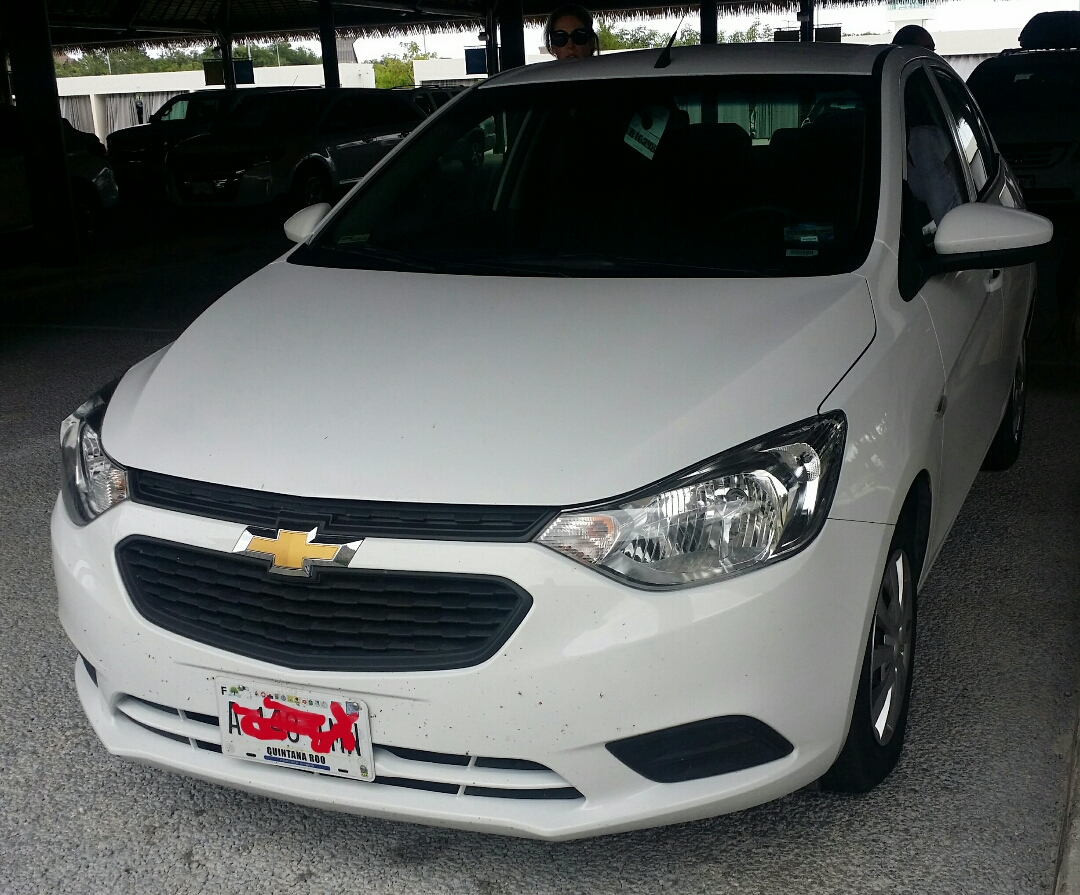
墨西哥版的雪佛蘭愛唯歐

該車亦同樣出口到其他發展中國家銷售，例如智利、菲律賓、秘魯、緬甸、墨西哥等國家，但在墨西哥卻以雪佛蘭愛唯歐的名義銷售，最終於2019年在中國停產。